# Flagi krajów związkowych w Austrii

Flaga Austrii

Flagi krajów związkowych w Austrii – lista symboli krajów związkowych w postaci flagi, obowiązujących w Austrii.
Od 1960 wszystkie kraje związkowe posiadają swoje symbole w postaci barw kraju, oraz oficjalnej, urzędowej flagi z herbem kraju w centralnej części. 

## Lista obowiązujących flag krajów związkowych
| Kraj związkowy | Barwy kraju | Oficjalna flaga kraju | Opis |
| -------------- | ----------- | --------------------- | --- |
| Burgenland     |             |                       | Flaga kraju związkowego została ustanowiona wraz z herbem 17 października 1922. Jest to prostokątny płat tkaniny o proporcjach 2:3, podzielony na dwa równe poziome pasy: czerwony i złoty.                                                                                     |
| Dolna Austria  |             |                       | Flaga kraju związkowego została ustanowiona wraz z konstytucją 9 sierpnia 1954, używana od XIX wieku, na przestrzeni lat zmieniane były kolejności barw na płacie. Jest to prostokątny płat tkaniny o proporcjach 2:3, podzielony na dwa równe poziome pasy: niebieski i złoty. |
| Górna Austria  |             |                       | Flaga kraju związkowego została ustanowiona 25 kwietnia 1949. Jest to prostokątny płat tkaniny o proporcjach 2:3, podzielony na dwa równe poziome pasy: biały i czerwony. |
| Karyntia       |             |                       | Flaga kraju związkowego została ustanowiona 4 czerwca 1930, wcześniej używana była wersja z dwoma pasami i bez herbu. Jest to prostokątny płat tkaniny o proporcjach 2:3, podzielony na trzy równe poziome pasy: złoty, czerwony i biały.                                       |
| Salzburg       |             |                       | Flaga kraju związkowego została ustanowiona wraz z konstytucją kraju oraz herbem 16 lutego 1921, choć była używana już w XIX wieku. Jest to prostokątny płat tkaniny o proporcjach 2:3, podzielony na dwa równe poziome pasy: czerwony i biały.                                 |
| Styria         |             |                       | Flaga kraju związkowego została ustanowiona wraz z konstytucją kraju w 1960. Jest to prostokątny płat tkaniny, podzielony na dwa równe poziome pasy: biały i zielony. |
| Tyrol          |             |                       | Flaga kraju związkowego została ustanowiona 10 marca 1949. Jest to prostokątny płat tkaniny o proporcjach 2:3, podzielony na dwa równe poziome pasy: biały i czerwony. |
| Vorarlberg     |             |                       | Flaga kraju związkowego to prostokątny płat tkaniny o proporcjach 2:3, podzielony na dwa równe poziome pasy: czerwony i biały. |
| Wiedeń         |             |                       | Flaga Wiednia jest używana od XIX wieku, obecna wersja obowiązuje na mocy uchwały rady miasta z 21 października 1997. Jest to prostokątny płat tkaniny o proporcjach 2:3, podzielony na dwa równe poziome pasy: czerwony i biały.                                               |